# دومنیکو ماروکینو
دومنیکو ماروکینو (به ایتالیایی: Domenico Marocchino) بازیکن فوتبال و اهل ایتالیا است که از سال ۱۹۸۱ میلادی عضو تیم ملی فوتبال ایتالیا بوده و در ۱ بازی ملی حضور داشته‌است. او در بازی‌های ملی‌اش گلی به ثمر نرساند.
دومنیکو ماروکینو آخرین بازی ملی خود را در سال ۱۹۸۱ میلادی انجام داد.